# El Tatio
El Tatio of Los Géiseres del Tatio is een geiserveld in het Andesgebergte in het noorden van Chili, op 4200 meter boven zeeniveau.
Het is niet het hoogste geiserveld in de wereld. Zo liggen bijvoorbeeld Puchuldiza in Chili en mogelijk enkele andere geiservelden nog hoger.
De geisers zijn in trek bij toeristen die de nabijgelegen Atacamawoestijn bezoeken en de plaats San Pedro de Atacama. Met meer dan 80 actieve geisers is El Tatio het op twee na grootste geiserveld in de wereld, na het Nationaal park Yellowstone in de Verenigde Staten en de Vallei van de Geisers op het Russische schiereiland Kamtsjatka.
De hoogste eruptie die is waargenomen was rond zes meter hoog. De gemiddelde eruptie is rond de 75 centimeter. 
| El Tatio | El Tatio |